# Apicia bonita
Apicia bonita är en fjärilsart som beskrevs av Paul Dognin 1876. Apicia bonita ingår i släktet Apicia och familjen mätare. Inga underarter finns listade i Catalogue of Life.